# رامون توريس
رامون توريس (بالإنجليزية: Ramón Torres)‏ هو مصارع محترف أمريكي، ولد في 13 يناير 1932 في سانتا آنا في الولايات المتحدة، وتوفي في 25 أغسطس 2000.